# 米歇尔·A·J·乔治
米歇尔·A·J·乔治（英語：Michel A. J. Georges，1959年7月18日—）是一位比利时生物学家，列日大学教授，2007年获得沃尔夫农业奖，2008年获得法朗基獎。